# Bell 206
Bell 206 es una familia de helicópteros con dos palas en el rotor principal, de uno o dos motores, producida por Bell Helicopter en su fábrica de Mirabel, Quebec, Canadá. Originalmente desarrollado para el programa Helicóptero de Observación Ligero (LOH por sus siglas en inglés, de Light Observation Helicopter) del Ejército de los Estados Unidos, el 206 no fue seleccionado (fue elegido el OH-6 Cayuse). Bell rediseñó la estructura del 206 y lo comercializó con mucho éxito como helicóptero de cinco plazas bajo el nombre Bell 206A JetRanger. El nuevo diseño sí fue seleccionado por el Ejército, y se convirtió en el OH-58 Kiowa. Bell también desarrolló una versión de siete plazas llamada LongRanger, la que más tarde fue ofertada con la opción de dos motores y llamada TwinRanger, al mismo tiempo Tridair Helicopters ofreció una conversión del LongRanger llamada Gemini ST.

## Desarrollo

### Orígenes y JetRanger

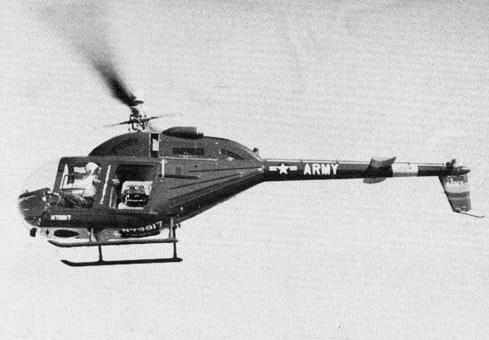
YOH-4A LOH en vuelo.

En octubre de 1961, el Ejército presentó una solicitud de propuestas para un helicóptero ligero de observación. Bell, junto con otros 12 fabricantes (incluyendo Fairchild-Hiller y Hughes Tool Co. Aircraft Division), entró en la competición. Bell presentó su diseño del modelo 206, que fue seleccionado fuera de la fase de diseño como uno de los tres competidores para el vuelo de evaluación, y fue designado como el YHO-4A.
Bell produjo cinco prototipos de aeronaves en 1962 para el Ejército en la fase de pruebas y evaluación. El primer prototipo voló el 8 de diciembre de 1962. Ese mismo año, todos los aviones comenzaron a ser designados de acuerdo con el nuevo sistema de designación conjunta de servicios, de modo que el prototipo fue redesignado como YOH-4A. El YOH-4A también fue conocido como el Patito Feo en comparación con las demás aeronaves contendientes. Durante la fase de pruebas, los pilotos de prueba se quejaron de problemas de la potencia de la aeronave.
Cuando el YOH-4A fue rechazado por el Ejército, Bell se centró en solucionar el problema de la comercialización de la aeronave. Además de los problemas de imagen, el helicóptero carecía de espacio de carga. La solución fue un fuselaje rediseñado para ser más elegante y estético, añadiendo 0,45 m³ de espacio de carga en el proceso. El nuevo diseño del aparato fue designado como el Model 206, y el presidente de Bell, Edwin J. Ducayet, lo nombró JetRanger.

### 206L LongRanger

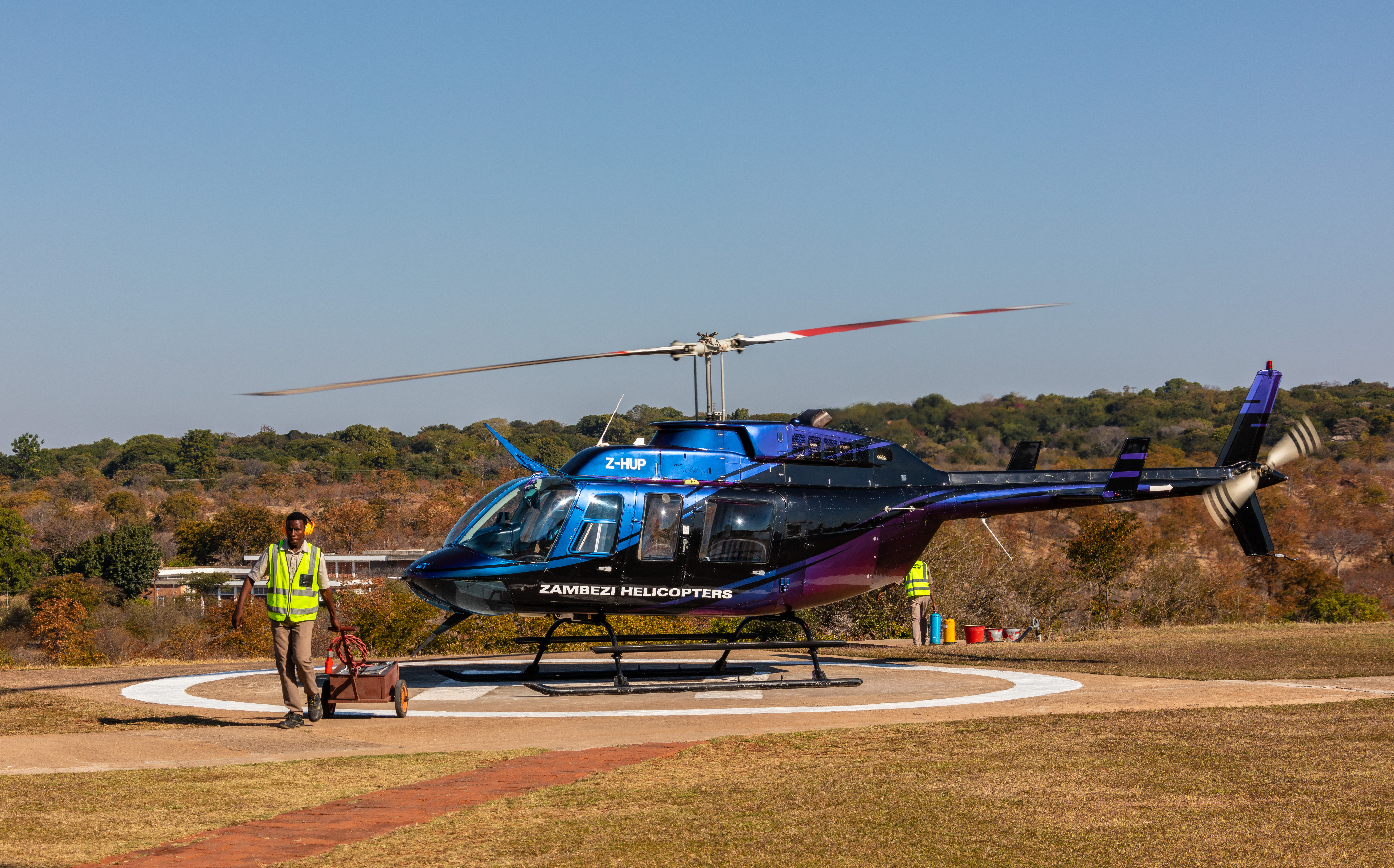
BELL 206L-3 Longranger.

El 206L LongRanger es una variante alargada, con capacidad para siete personas (añade dos asientos traseros entre los asientos delanteros y posteriores). Desde su primera entrega en 1975, Bell ha producido más de 1700 206L. En 1981 salió a la venta una versión militar, el 206L "TexasRanger". El original utilizaba un Allison 250-C20B, y una serie de actualizaciones sustituyeron este motor con las versiones más potentes, el 206L-1 utiliza un 250-C28 y el 206L-3 y 206L-4 utiliza el 250-C30P.
En 2007, Bell anunció un programa de actualización para los 206L-1 y 206L-3 que tiene por objeto modificar la aeronave a la versión 206L-4; los aviones modificados son designados 206L-1+ y 206L-3+. Las modificaciones incluyen componentes estructurales en el fuselaje reforzado, la mejora de la transmisión, y motor mejorado, lo que resulta en un aumento de peso de 300 libras y un mayor rendimiento.

### Gemini ST y TwinRanger
El nombre TwinRanger se remonta a mediados de la década de los 80 cuando fue desarrollado el Bell 400 TwinRanger, pero nunca entró en producción.
En 1989, Tridair Helicopters comenzó a desarrollar una conversión bimotora del LongRanger, el Gemini ST. El primer vuelo del prototipo fue el 16 de enero de 1991, mientras que la certificación de la FAA fue concedida en noviembre. La certificación abarca la conversión de LongRanger 206L-1, L-3 y L-4 a Gemini ST. A mediados de 1994, el Gemini ST se certificó como la primera aeronave Mono/Bimotora, lo que le permite funcionar como aeronave de uno o dos motores en todas las fases de vuelo.
El Bell 206LT TwinRanger fue un nuevo modelo de construcción equivalente al Géminis ST de Tridair, y se basó en el 206L-4. Sólo 13 fueron construidos, el primero se entregó en enero de 1994, y el último en 1997. El TwinRanger fue sustituido en la línea de ensamblaje por el Bell 427.

## Variantes

### Civiles

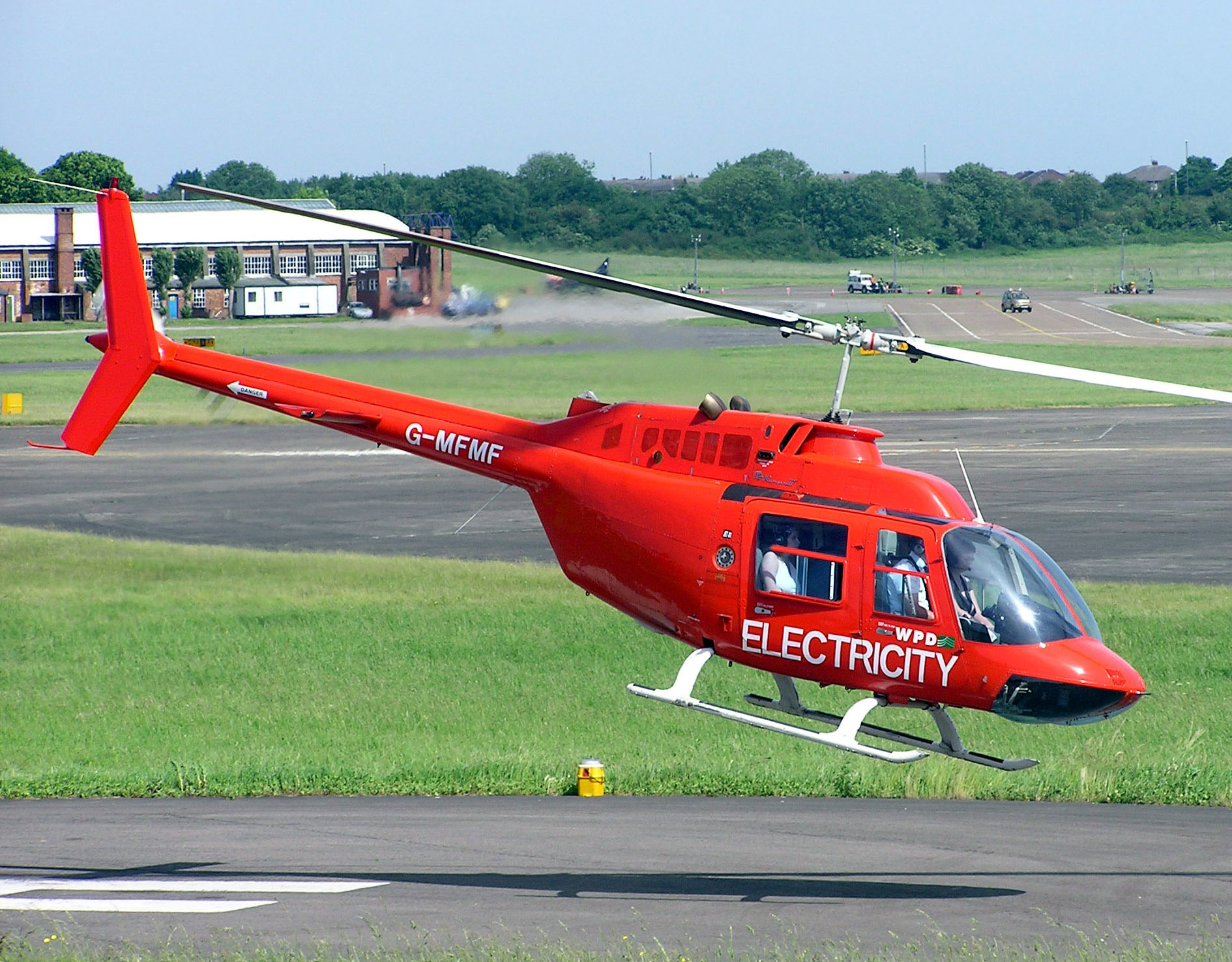
Bell 206B Jet Ranger III en el Filton Airfield, Bristol, Reino Unido. Usado para patrullar la red eléctrica.

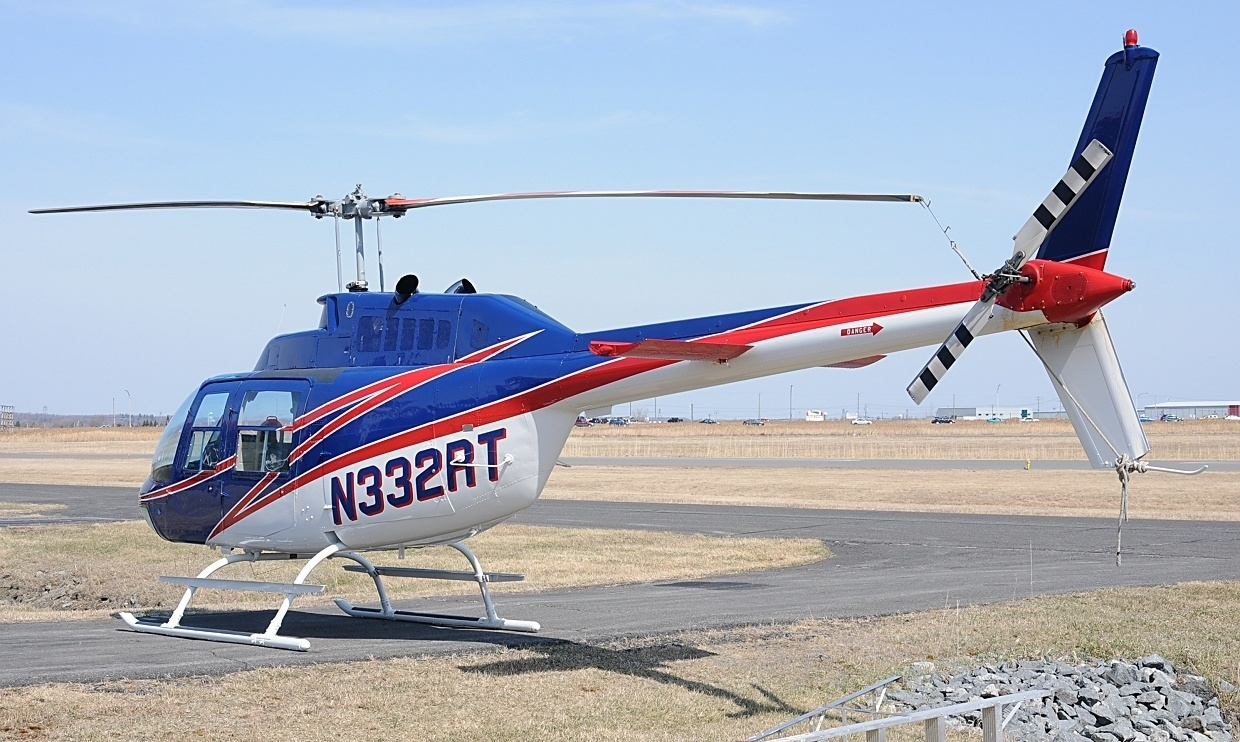
Bell 206B JetRanger.

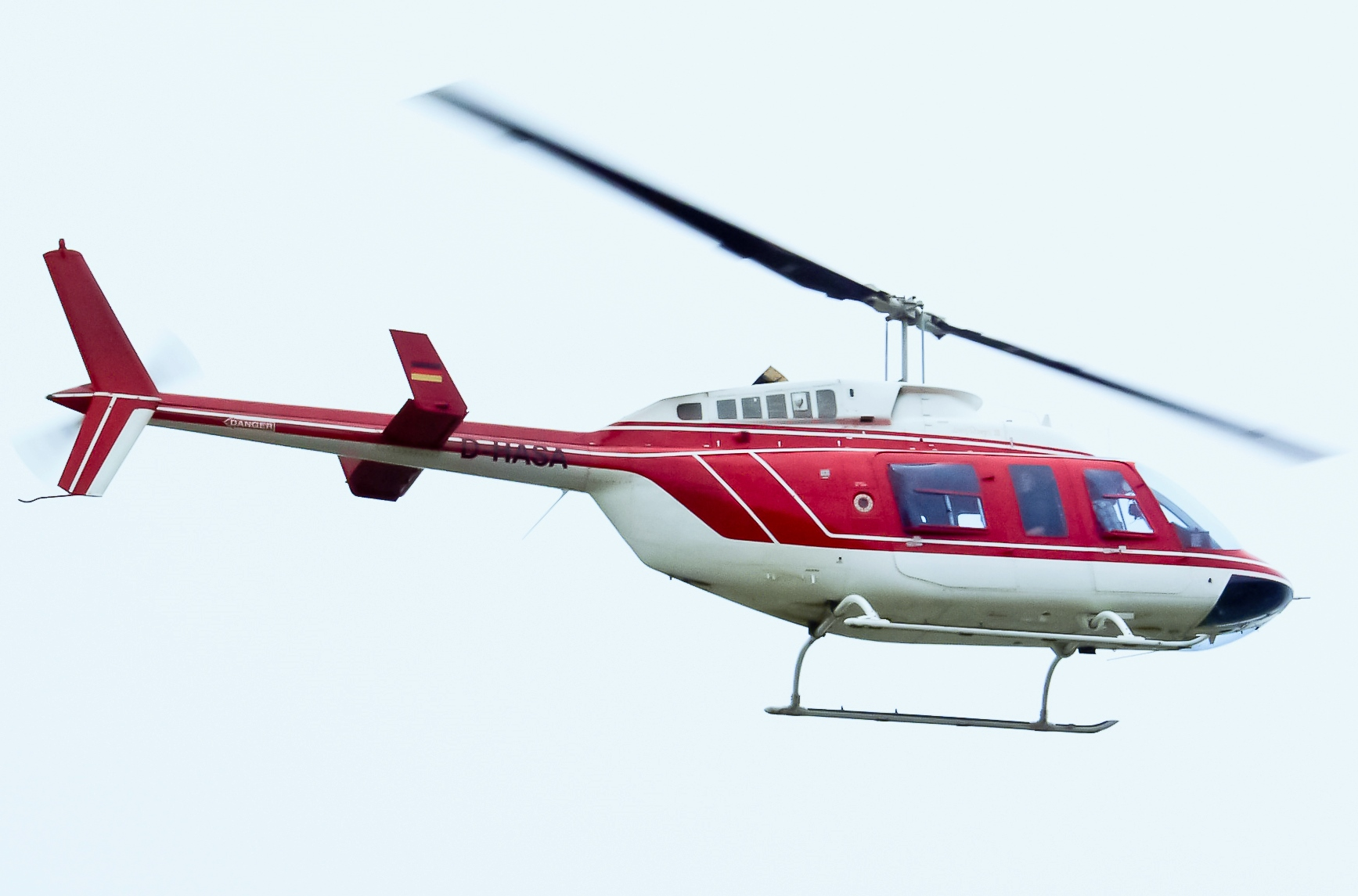
Un Bell 206L-3.

Bell 206
Cinco prototipos del YOH-4A, para evaluación de vuelo en el programa LOH del Ejército (1963).
Bell 206A
Versión de producción inicial, propulsada por un motor turboeje Allison 250-C18. Certificado por la FAA en 1966. Seleccionado como OH-58A Kiowa en 1968.
Agusta-Bell 206A
Construido bajo licencia en Italia.
Bell 206A-1
Aeronaves OH-58A modificados para cumplir la certificación civil de la FAA.
Agusta-Bell 206A-1
Construido bajo licencia en Italia.
Bell 206B
Motor Allison 250-C20 mejorado.
Agusta-Bell 206B
Construido bajo licencia en Italia.
Bell 206B-2
Modelos de Bell 206B modernizados con mejoras del Bell 206B-3.
Bell 206B-3
Motor mejorado Allison 250-C20J y adición de 51 mm al diámetro del rotor de cola para mejorar el control de guiñada.
Bell 206L LongRanger
Configuración alargada de siete asientos, propulsada por un motor turboeje Allison 250-C20B.
Bell 206L-1 LongRanger II
Versión repotenciada, propulsada por un motor turboeje Allison 250-C28.
Bell 206L-1+ LongRanger
Modificaciones de Bell, incluyendo motor 250-C30P, para mejorar aeronaves a la configuración 206L-4.
Bell 206L-3 LongRanger III
Propulsado por un motor turboeje Allison 250-C30P.
Bell 206L-3+ LongRanger
Modificaciones de Bell para mejorar aeronaves a la configuración 206L-4.
Bell 206L-4 LongRanger IV
Versión mejorada, motor 250-C30P y transmisión mejorada.
Bell 206LT TwinRanger
Conversiones bimotoras y aparatos nuevos desde el 206L, reemplazado por el Bell 427.
Bell 407
Basado en el 206L con sistema del rotor de cuatro palas.
Bell 417
407 mejorado con motor mayor; proyecto cancelado.
HESA Shahed 278
Refrito iraní de componentes del Bell 206.
Aurora Flight Sciences
Plataforma de pruebas del Tactical Autonomous Aerial Logistics System (Sistema Aéreo Logístico Autónomo Táctico).

### Militares

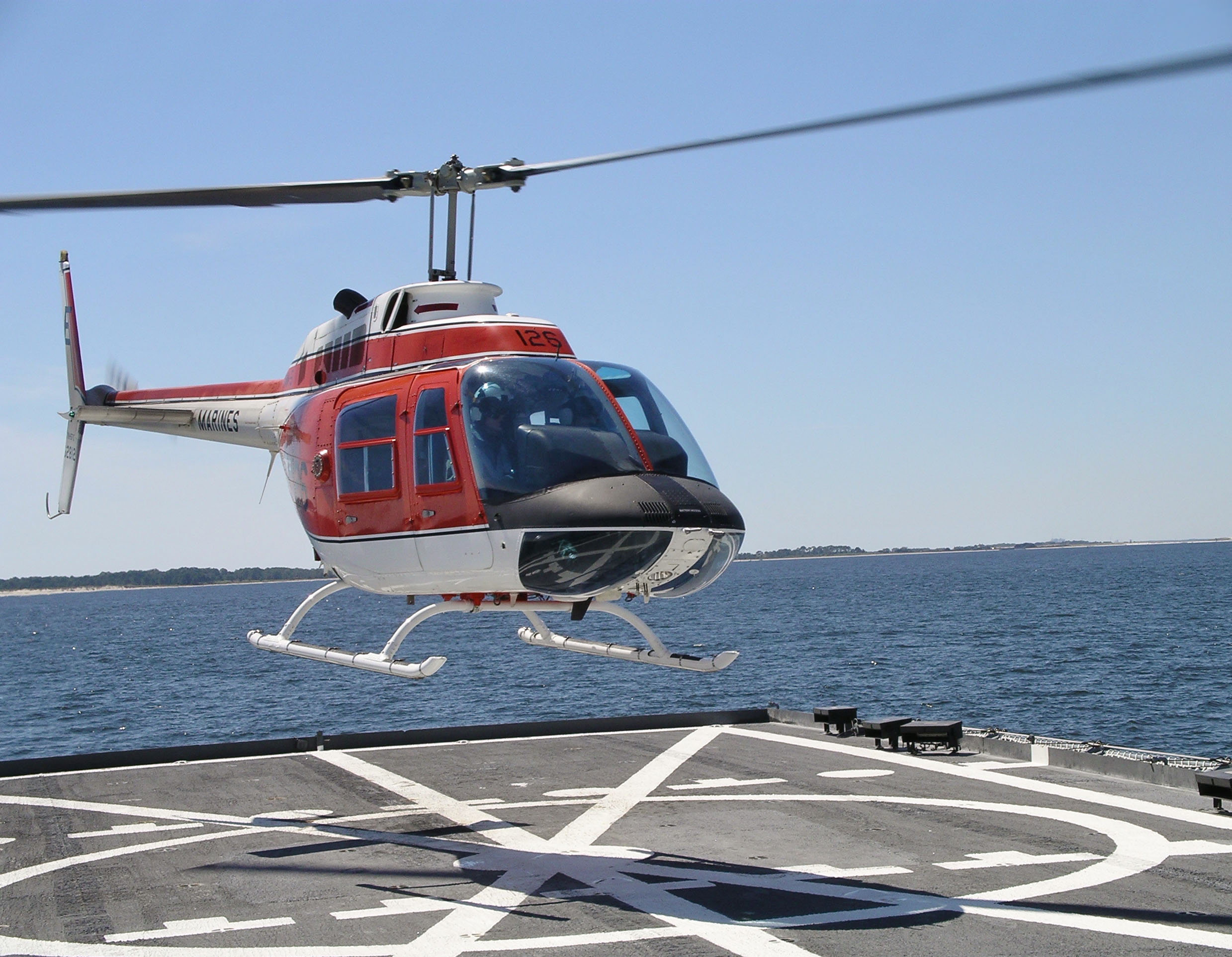
TH-57C de la Armada estadounidense.

Bell 206AS
Versión de exportación para la Armada de Chile.
Bell CH-139 JetRanger
Designación militar canadiense para el Bell 206B-3.
OH-58 Kiowa
Helicóptero ligero de observación que reemplazó al OH-6A Cayuse.
TH-57A Sea Ranger
40 aeronaves Bell 206A comerciales compradas como entrenador primario de la Armada estadounidense en enero de 1968 para futuro entrenamiento de pilotos de helicóptero de la Armada, Cuerpo de Marines, Guadacostas de Estados Unidos y seleccionados de la OTAN/Aliados.
206L TexasRanger
Propuesta versión militar de exportación. Fue construido un demostrador en 1981.
TH-57B
45 helicópteros comerciales Bell 206B-3 comprados por la Armada estadounidense en 1989 como reemplazos de los TH-57A para entrenamiento primario bajo condiciones de vuelo visual.
TH-57C
71 helicópteros comerciales Bell 206B-3 comprados por la Armada estadounidense, comenzando antes de 1985, con cabinas configuradas para entrenamiento avanzado bajo condiciones de vuelo instrumental.
TH-57D
Planeado programa de modernización para convertir aeronaves TH-57B y TH-57C de la Armada a una sola cabina digital estándar.
TH-67 Creek
137 Bell 206B-3 comerciales comprados en 1993 como helicópteros entrenadores primarios y de instrumentos para el Ejército de los Estados Unidos en Fort Rucker, Alabama. 35 en configuración VFR y 102 en configuraciópn IFR. Actualmente el Ejército estadounidense tiene 181 unidades, de las que 121 son de configuración VFR y 60 en IFR. Todos los TH-67 muestran matrículas estadounidenses (números "N") y son operados como aeronaves de uso público.
Zafar 300
Modificación iraní como plataforma de armas de asientos en tándem, probablemente para propósitos de propaganda solamente.

## Operadores

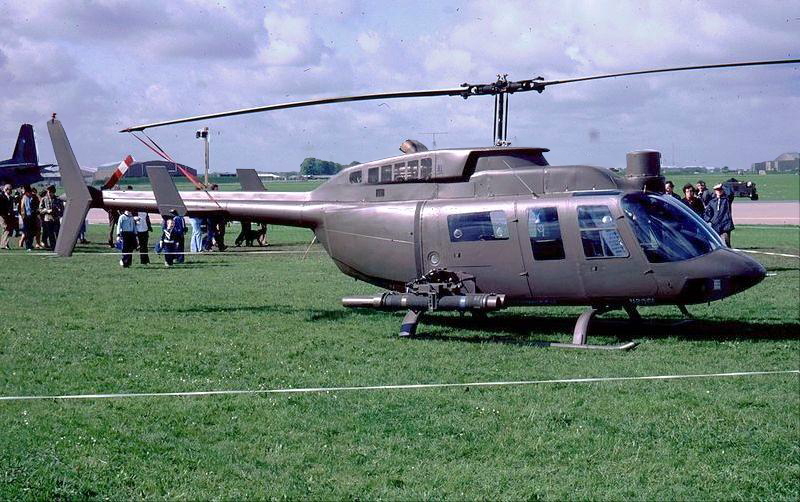
Bell 206L TexasRanger en 1981.

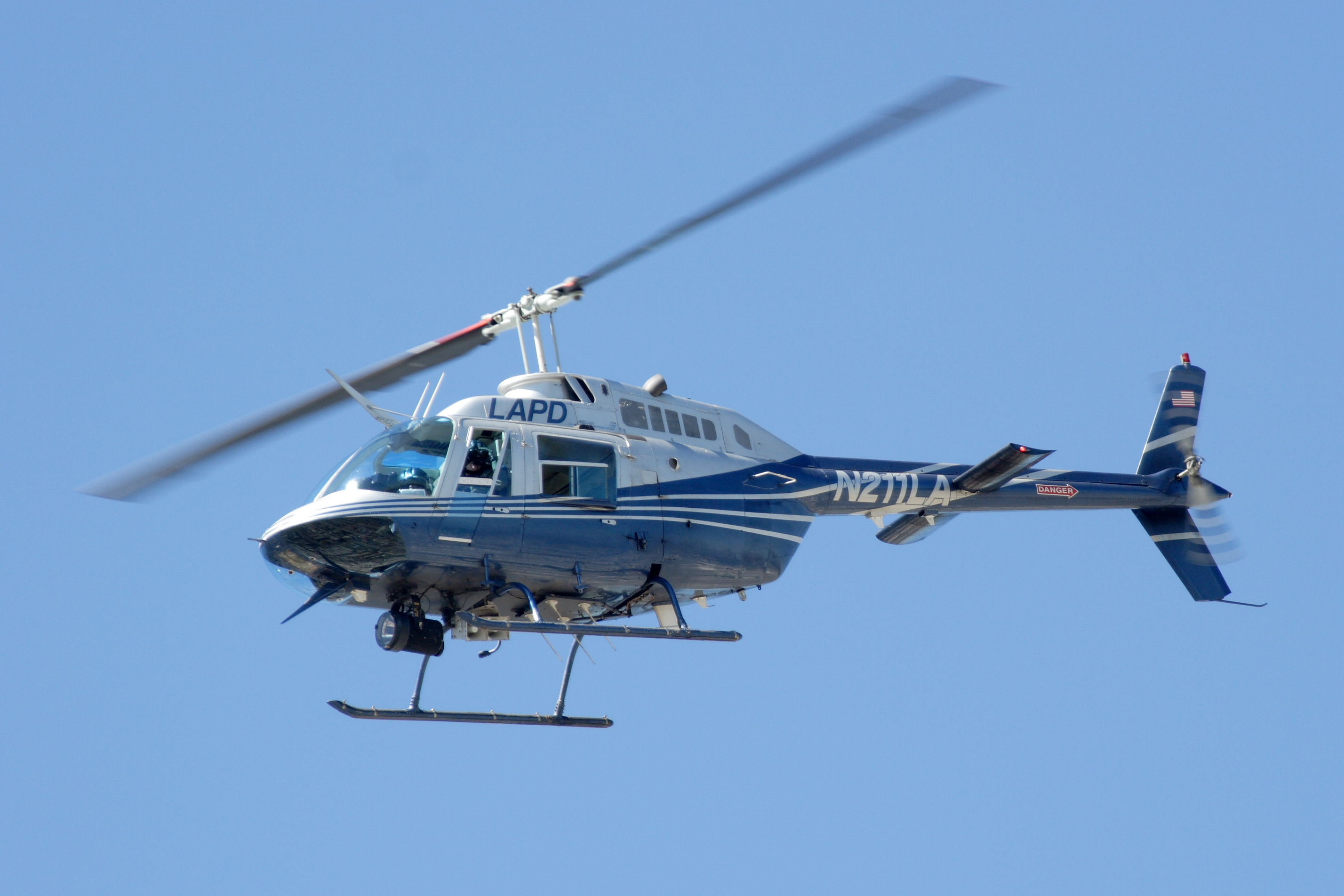
Bell 206 del Departamento de Policía de Los Ángeles.

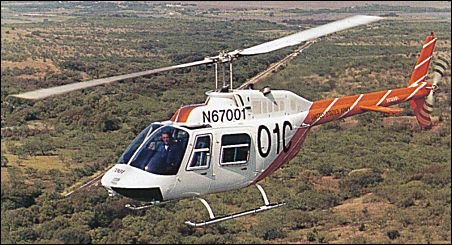
Un TH-67A Creek del Ejército estadounidense.

### Militares y gubernamentales
Albania
- Fuerza Aérea Albanesa[15]

 Argentina
- Aviación del Ejército Argentino[15][16][17]
- Gendarmería Nacional Argentina
- Prefectura Naval Argentina

 Australia
- Ejército de Tierra de Australia[15]

 Bangladés
- Ejército de Bangladés[18][19]
- Fuerza Aérea Bangladesí[15]

 Brasil
- Fuerza Aérea Brasileña[15]
- Marina de Brasil[15]

 Bulgaria
- Fuerza Aérea de Bulgaria[15]

 Chile
- Fuerza Aérea de Chile[15]

 Colombia
- Fuerza Aérea Colombiana[15]
- Policía Nacional de Colombia[20]

 Croacia
- Fuerza Aérea y Defensa Aérea Croata[15]

 Ecuador
- Fuerza Aérea Ecuatoriana[15]
- Armada del Ecuador[15]

 Estados Unidos
- Sheriff del Condado de San Juan[21]
- Departamento de Policía de Los Ángeles[22]
- Departamento de Policía de Omaha[23]
- Ejército de los Estados Unidos[15]
- Armada de los Estados Unidos[15]

 Finlandia
- Guardia Fronteriza Finlandesa[24]

 Guatemala
- Fuerza Aérea Guatemalteca[15]

 Guyana
- Fuerza de Defensa de Guyana[15]

 Irán
- Fuerza Aérea de la República Islámica de Irán[15]
- Ejército de la República Islámica de Irán[15]

 Irak
- Fuerza Aérea Iraquí[25][26]

 Israel
- Fuerza Aérea Israelí[27]

 Italia
- Ejército Italiano[15]

 Jamaica
- Fuerza de Defensa de Jamaica[15]

 Japón
- Guardia Costera de Japón[28]

 Letonia
- Guardia Fronteriza Estatal de Letonia[24][29]

 Lesoto
- Fuerza de Defensa de Lesoto[15]

 Macedonia del Norte
- Fuerza Aérea de Macedonia del Norte[15]

 México
- Fuerza Aérea Mexicana[15]

 Marruecos
- Real Fuerza Aérea de Marruecos[15]

 Pakistán
- Ejército de Pakistáan[15]

 Perú
- Marina de Guerra del Perú[15]

 Serbia
- Ministerio del Interior (Serbia)[30]

 Eslovenia
- Fuerza Aérea de Eslovenia[15]

 Sri Lanka
- Fuerza Aérea de Sri Lanka[15]

 República de China
- Ejército de la República de China[15][31]

 Tailandia
- Real Ejército Tailandés[15]
- Real Policía Tailandesa[32]

 Turquía
- Ejército de Turquía[15]

 Uganda
- Fuerza Aérea de Uganda[15]

 Venezuela
- Ejército Bolivariano[15]
- Armada Bolivariana[15]

 Yemen
- Fuerza Aérea Yemení[33]

### Antiguos operadores
Australia
- Armada Real Australiana[34]

 Canadá
- Fuerzas Armadas Canadienses[35]

 Chile
- Armada de Chile[15]
- Ejército de Chile[36]

 Jamaica
- Fuerza de Defensa de Jamaica[37]

 Malta
- Fuerzas Armadas de Malta[38]

 Suecia
- Fuerza Aérea Sueca[39]
- Armada de Suecia[39]

## Especificaciones (206B-3)
Referencia datos: Bell 206B-L4 specifications

### Características generales
- Tripulación: Uno (piloto)
- Capacidad: Cuatro pasajeros
- Longitud: 12,11 m
- Diámetro rotor principal: 10,16 m
- Altura: 2,83 m
- Área circular: 81,1 m²
- Peso vacío: 1057 kg
- Peso máximo al despegue: 1451 kg
- Planta motriz: 1× turboeje Allison 250-C20J.
  - Potencia: 310 kW (420 shp)(limitado a 235 kW (317 shp))

### Rendimiento
- Velocidad nunca excedida (Vne): 241 km/h
- Velocidad máxima operativa (Vno): 222 km/h
- Alcance: 693 km
- Techo de vuelo: 4115 m (13 500 pies)
- Régimen de ascenso: 6,9 m/s (1350 pies/min)
- Carga del rotor: 177 N/m² (4 lb/ft2)
- Potencia/peso: 430 W/kg (0,26 hp/lb)

## Aeronaves relacionadas

### Desarrollos relacionados
- Bell 407
- OH-58 Kiowa
- Bell 505 Jet Ranger X
- Panha Shabviz 2061

### Aeronaves similares
- Robinson R66
- MD Helicopters MD 500
- HAL Dhruv
- PZL SW-4
- Eurocopter Ecureuil
- Eurocopter EC 130

### Secuencias de designación
- Secuencia Numérica (interna de Bell): ← 201 - 204 - 205 - 206 - 207 - 208 - 210 →
- Secuencia _H-_ (Helicópteros estadounidenses, 1962-presente): ← CH-54 - TH-55 - AH-56 - TH-57 - OH-58 - XH-59 - UH-60/SH-60/HH-60/MH-60 -- AH-64 - HH-65 - RAH-66 - TH-67 - MH-68 - ARH-70 - VH-71 →
- Secuencia C_-_ (Aeronaves de las Fuerzas Canadienses, 1968-presente): ← CH-136 - CC-137 - CC-138 - CH-139 - CP-140 - CC-141 - CT-142 →
- Secuencia Z._ (Helicópteros del Ejército del Aire español, 1954-1978): ← Z.10/B - Z.11 - Z.12 - Z.13 - Z.14 - Z.15 →
- Secuencia H._ (Helicópteros del Ejército del Aire español, 1978-presente): ← HS.9 - HD/HU.10/B - HD.11 - HR.12 - HS.13 - HA.14 - HR/HA/HRA.15 →